# ZIP
ZIP е популярен формат за компресиране на данни и архивиране на файлове. Файл в този формат обикновено има разширение *.zip и съхранява в компресиран или некомпресиран вид един или няколко файла, които могат да се извлекат посредством разопаковане със специална помощна програма.
Форматът е разработен от Филип Кац за употреба в програмата PKZIP. Впоследствие се появяват много други програми за работа с този формат.

## История
Форматът ZIP е създаден от Филип Кац, основателят на компанията PKWARE, в отговор на правото, преследвано от компанията Software Enhancement Associates (SEA), да защити своето изобретение – форматът за архивиране ARC.
SEA е неголяма компания, основана от Том Хендерсън, съпругата му Ирене и брат му. Форматът ARC се продавал като shareware и е бил предназначен за използване от потребителите на BBS за намаляване размера на качваните и сваляните файлове посредством компресия. Изходният код на програмите за ARC бил достъпен за сваляне и проучване.
Кац изкопирал ARC и променил част от кода, написан на C, оптимизиран код на асемблер, като по този начин направил програмата много по-бърза. В началото SEA се опитала да лицензира архиватора PKARC, създаден от Кац, но той отказал. Тогава от компанията подали иск за нарушение на авторското право и завели дело.
По време на преговорите Кац отказал да заплати лиценз за PKARC на SEA, съгласявайки се вместо това да изплати нейните разходи по процеса и да спре продажбата на PKARC. След това Кац продължил разработката си и скоро представил собствен формат за архивиране на файлове – PKZIP, който значително по-ефикасно компресирал данните от ARC формата. След пускането на пазара на PKZIP много потребители преминали на този формат заради по-добрия алгоритъм за компресиране, който намалявал времето за архивиране, както и размера на файловете.
Терминът zip (Zork Interpretation Program) бил избран по причината, че за първи път тази технология се използвала за компресиране на тогава огромната игра Zork. Също zip може да се интерпретира като „скорост“. Това може да се приеме, защото този продукт е бил по-бърз от ARC и други формати за архивиране. По исторически причини (заради ограничения върху имената на файловете под операционната система DOS) zip обикновено се изписвал с главни букви.